# Angonyx meeki
Angonyx meeki är en fjärilsart som beskrevs av Rothschild och Jordan 1903. Angonyx meeki ingår i släktet Angonyx och familjen svärmare. Inga underarter finns listade i Catalogue of Life.